# Miss Nicaragua 2008
La 26.ª edición de Miss Nicaragua se celebró el 23 de febrero de 2008 en el Teatro Nacional Rubén Darío, Managua. Al final del evento Xiomara Blandino, Miss Nicaragua 2007 entregó la corona a su sucesora Thelma Rodríguez quién representó a Nicaragua en Miss Universo 2008.

## Resultados
| Resultados          | Departamento                  |
| ------------------- | ----------------------------- |
| Miss Nicaragua 2008 | Chinandega — Thelma Rodríguez |
| 1.ª Finalista       | Bluefields — Alexandra Gordon |
| 2.ª Finalista       | Managua — Gwendolyne García   |
| 3.ª Finalista       | Madriz — Amalia Palacios      |
| 4.ª Finalista       | Tipitapa — Blanca García      |
| 5.ª Finalista       | León — Nydia Blandino         |

### Premios especiales
- Mejor Rostro Avon: Gwendolyne García
- Mejor Sonrisa Trident: Blanca García
- Mejor Piel Lubriderm: Blanca García
- Mejor Cabello Pantene: Gwendolyne García
- Miss Fotogénica: Nydia Blandino
- Miss Simpatía: Nydia Blandino

## Candidatas

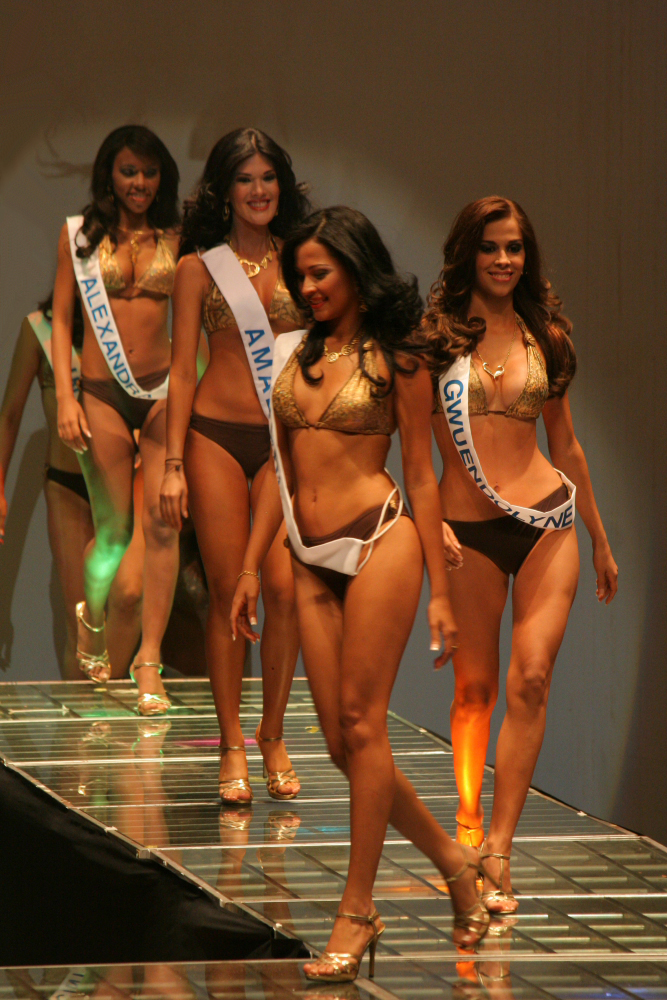
Durante el desfile de traje de baño, Nydia, Gwendolyne, Amalia y Alexandra.

Según la página oficial de Miss Nicaragua, las 15 candidatas escogidas fueron:
| Nombre                     | Edad * | Estatura | Departamento       |
| -------------------------- | ------ | -------- | ------------------ |
| Karina Alexandra Gordon    | 18     | 1.73     | Bluefields         |
| Thelma Guisselle Rodríguez | 19     | 1.75     | Chinandega         |
| Cinthya Carolina Vega      | 20     | 1.75     | Chontales          |
| Ingni Lilka Espinoza       | 23     | 1.70     | Costa Caribe Norte |
| Belkyss Gabriela Figueroa  | 21     | 1.71     | Estelí             |
| Ligia María Largaespada    | 23     | 1.71     | Granada            |
| Louise Paola Úbeda         | 19     | 1.73     | Jinotega           |
| Nydia Alejandra Blandino   | 21     | 1.65     | León               |
| Amalia Javiera Palacios    | 23     | 1.72     | Madriz             |
| Gwendolyne García Leets    | 21     | 1.70     | Managua            |
| Geisell Gabriela Reyes     | 21     | 1.74     | Masaya             |
| Jassel Jiménez Artola      | 21     | 1.72     | Matagalpa          |
| Alexandra Sofía Castillo   | 23     | 1.67     | Nueva Segovia      |
| Sonia Catalina Barba       | 21     | 1.70     | Sébaco             |
| Blanca Rosalía García      | 19     | 1.67     | Tipitapa           |

* La edad corresponde en el momento en el que participaron para Miss Nicaragua.